# Ulica Toruńska w Bydgoszczy

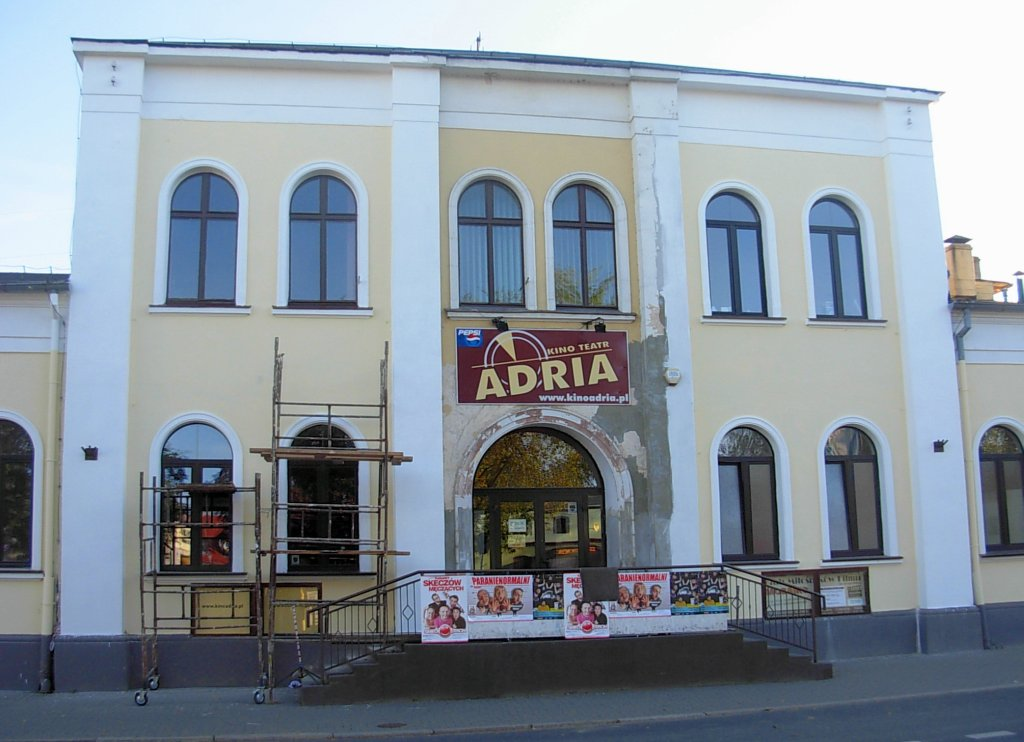
Kinoteatr Adria – dawna strzelnica Bydgoskiego Bractwa Kurkowego, mieścił się tu dawniej kompleks rozrywkowy z ogrodem i sceną letnią

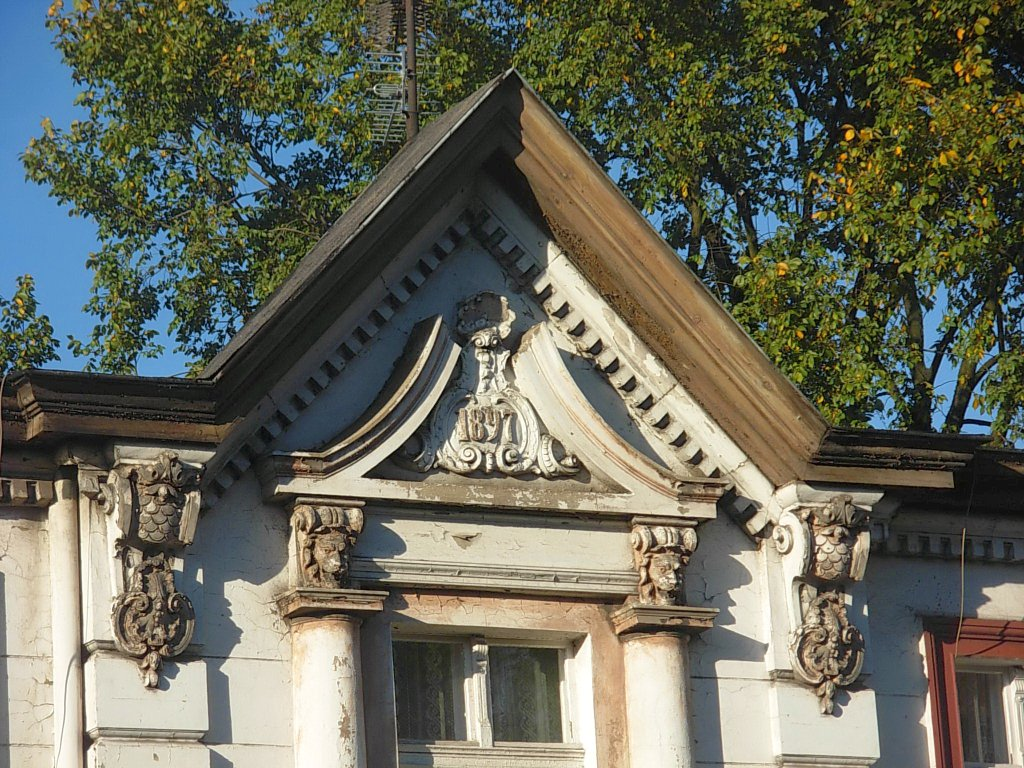
Jedna z kamienic przy ul. Toruńskiej

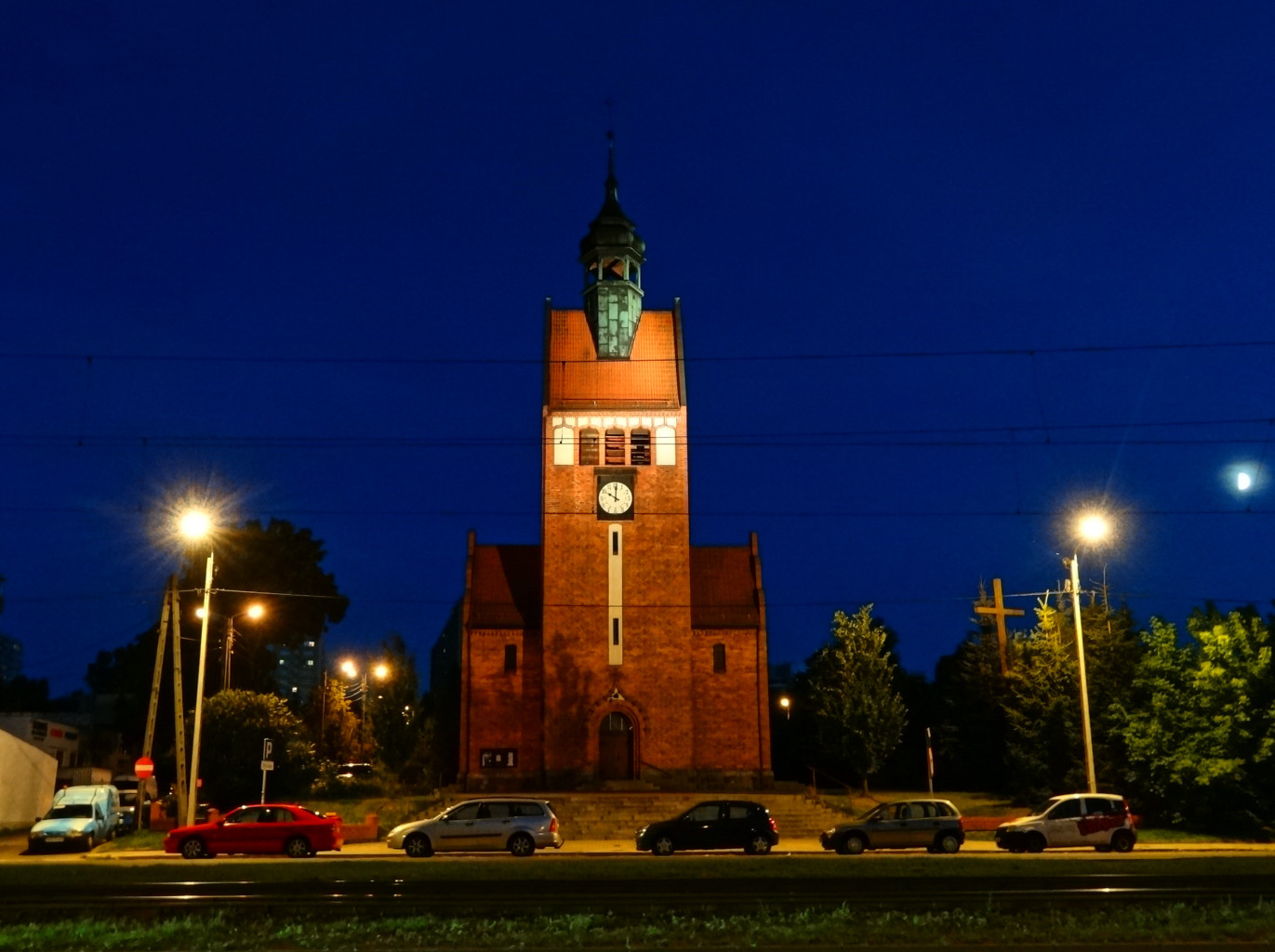
Kościół św. Józefa Rzemieślnika (1906) przy ul. Toruńskiej

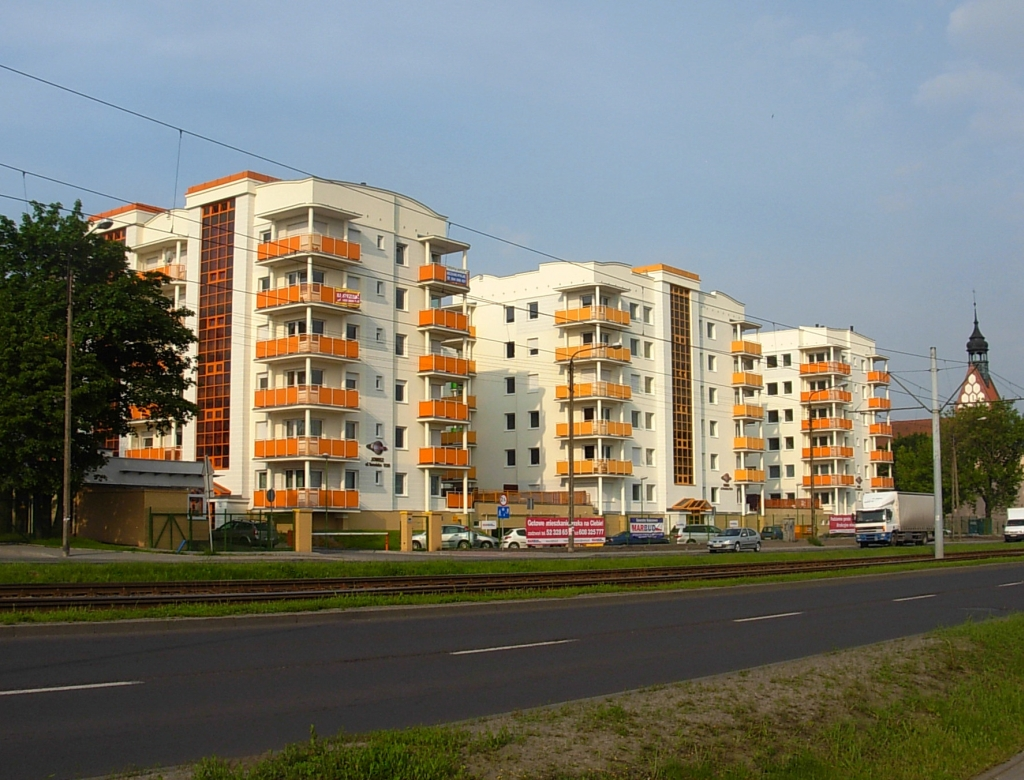
Nowe osiedle mieszkaniowe przy ulicy

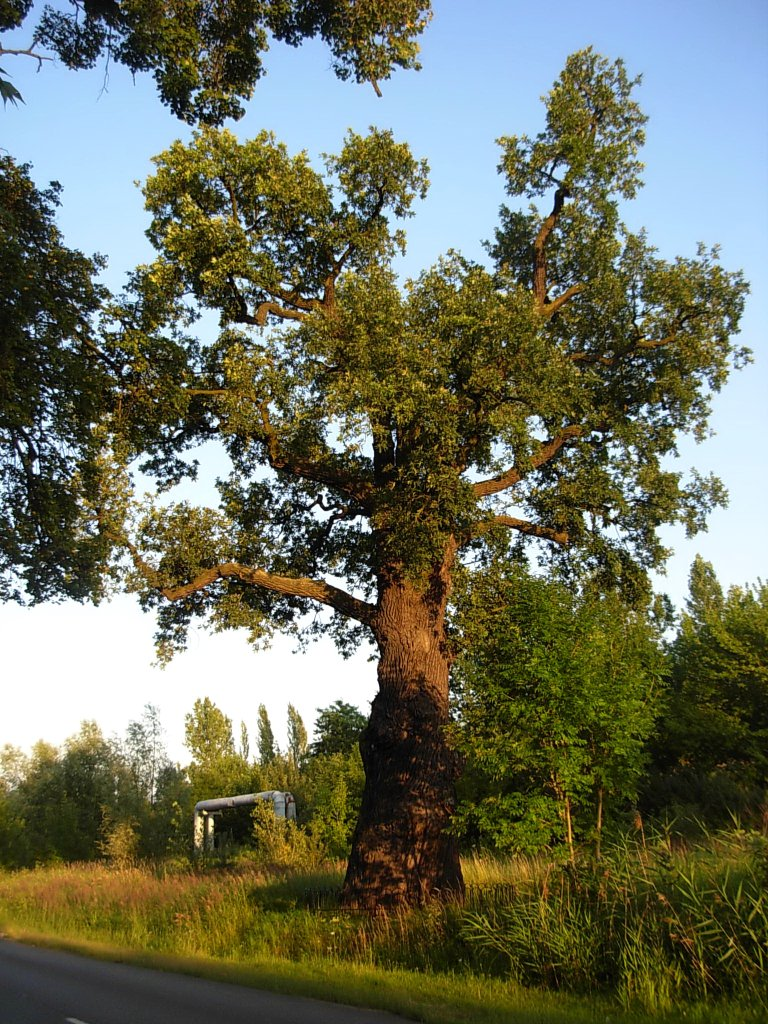
500-letni dąb Bartek przy ul. Toruńskiej – najstarsze drzewo, pomnik przyrody w Bydgoszczy

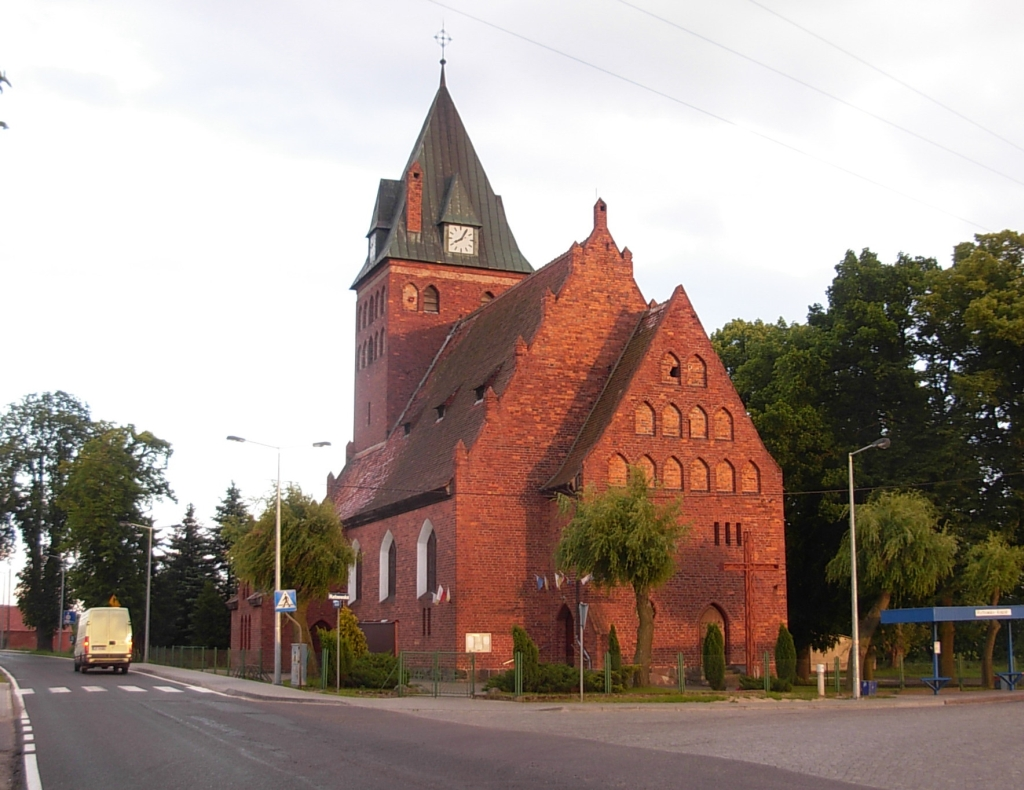
Kościół Matki Bożej Królowej Polski (1911) widoczny od ul. Toruńskiej

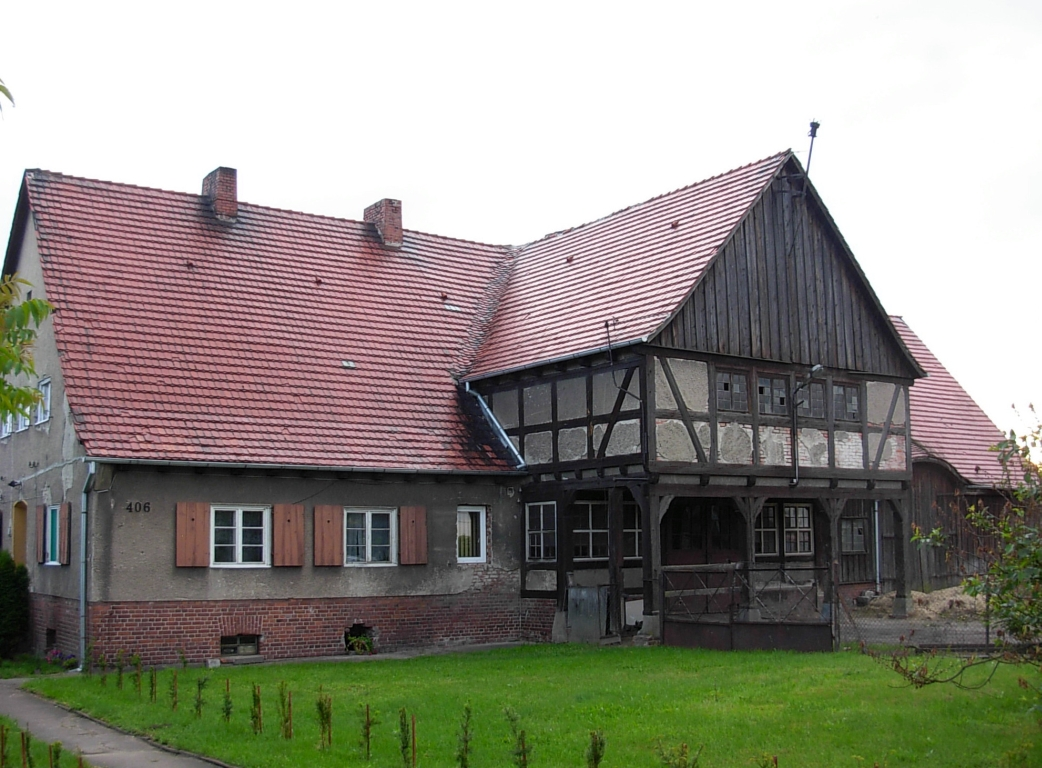
Zabytkowa chata pomennonicka w Łęgnowie

Ulica Toruńska – najdłuższa i jedna z najważniejszych komunikacyjnie ulic w Bydgoszczy.

## Przebieg
Ulica rozciąga się na kierunku zachód-wschód, od Ronda Bernardyńskiego po wschodnie granice Bydgoszczy na osiedlu Otorowo. Jej długość wynosi ok. 11 km. Śladem ulicy od Ronda Bernardyńskiego do Ronda Toruńskiego biegnie droga krajowa nr 80. Ulica stanowi jedną z głównych arterii komunikacyjnych i tras wylotowych z Bydgoszczy łącząc centrum ze wschodnią częścią miasta położoną po południowej stronie Brdy. W kierunku wschodnim ulica przebiega przez następujące jednostki urbanistyczne: Babia Wieś, Kapuściska, Zimne Wody, Łęgnowo II. Fragment ulicy przebiega na malowniczej grobli oddzielającej tor regatowy od portu drzewnego.

## Historia
Ulica Toruńska stanowi starodawny trakt łączący Bydgoszcz z Solcem Kujawskim i Toruniem (dotarcie do Torunia wymagało przeprawy przez Wisłę). Już w średniowieczu stanowiła drogę wylotową z Bydgoszczy, poprzez Bramę Kujawską, a po lokacji miasta w jej otoczeniu powstało Przedmieście Toruńskie, zwane również Kujawskim. Prawdopodobnie do XIV wieku ulicą przebiegał szlak śląsko-pomorski (dawnej bursztynowy) do brodu na Brdzie w Czersku Polskim, w pobliżu ujścia tej rzeki do Wisły. Kontrola tego brodu, który był elementem dawnego traktu handlowego z południa na Pomorze Gdańskie należała do grodu kasztelańskiego w Wyszogrodzie. W XIV i na początku XV odnotowano w źródłach pisanych zamiary budowy w tym miejscu mostu, do czego jednak nie doszło, zaś od XVII do XIX wieku istniała tu przeprawa promowa, którą obsługiwał właściciel karczmy o nazwie Ujście.
Mapa okolic Bydgoszczy z 1796-1802 r. (mapa Schroettera wykonana na podstawie pomiarów geodezyjnych) przedstawia drogę do Solca Kujawskiego pokrywającą się z obecnym śladem ulicy. Natomiast plan okolic Bydgoszczy z 1857 r. przedstawia wzdłuż drogi nieliczne zabudowania o charakterze podmiejskim skupione w następujących miejscowościach (folwarkach): Małe Bartodzieje (niem. Kl. Bartelsee), Zimne Wody (niem. Kaltwasser), Kapuściska Wielkie (niem. Gr. Kapuscisko), Czersko Polskie (niem. Poln. Czersk), Czersko Niemieckie (niem. Deutsch Czersk, wieś olęderska), Łęgnowo (niem. Langenau, wieś olęderska lokowana w 1603 r.), Otorowo (niem. Otterowo, wieś olęderska lokowana w 1604 r.). Aż do Łęgnowa droga przebiegała w sąsiedztwie Zbocza Bydgoskiego
Początkowo tylko zachodnia część ulicy w dzisiejszym przebiegu pozostawała w granicach administracyjnych miasta Bydgoszczy. Fragment ulicy na Przedmieściu Toruńskim należał do miasta już w 1800 r., zaś od 1851 r. fragment na terenie tzw. Żup do dzisiejszej hali Łuczniczka. W 1920 r. po przejściu Bydgoszczy w granice odrodzonego państwa polskiego, w granice Bydgoszczy włączono kilkanaście okolicznych gmin podmiejskich, m.in. Małe Bartodzieje, Kapuściska Wielkie, Zimne Wody, Czersko Polskie. W ten sposób ulica Toruńska na odcinku od Starego Miasta do przejazdu z Koleją Warszawsko-Bydgoską (oddaną do użytku w 1861 r.) znalazła się w granicach Bydgoszczy. W 1954 r. włączono do miasta port drzewny, zaś w 1977 r. Łęgnowo II (obszar położony na wschód od ul. Łęgnowskiej). Odtąd ulica na całej długości znalazła się w granicach administracyjnych Bydgoszczy.
W 1872 r. w rejonie Zbożowego Rynku do ul. Toruńskiej przyłączono nowo oddaną do użytku ul. Bernardyńską. Począwszy od lat 80. XIX w. w pasie terenu między ulicą a Brdą powstawały przedsiębiorstwa przemysłowe, głównie składy drewna i tartaki, będące zaczątkiem wschodniej dzielnicy składowo-przemysłowej. W tym czasie oddano do użytku port drzewny w Brdyujściu wraz z systemem śluz oraz jazem Czersko Polskie. Dla potrzeb ulicy usypano groblę przecinającą nowo utworzony akwen.
W latach 1891–1901 przedsiębiorstwo Żegluga Bydgoska (niem. Bromberger Schleppschiffahrt Aktien Gesellschaft) wybudowało na Zimnych Wodach kompleks zabudowań przemysłowych oraz doprowadziło do wykopania kanału skracającego meander Brdy. W ten sposób powstała Wyspa na Zimnych Wodach, którą przecięła wybudowana na koszt spółki ulica Sporna. W pierwszych dziesięcioleciach XX wieku, na nabrzeżach dolnej Brdy wzdłuż ulicy Toruńskiej i Fordońskiej funkcjonowało kilkadziesiąt tartaków, stolarni i innych fabryk wykorzystujących drewno spławiane w dużych ilościach z Królestwa Kongresowego szlakiem wodnym wiodącym Wisłą, Brdą, Kanałem Bydgoskim, Notecią i Wartą do Niemiec.
W okresie międzywojennym następowała dalsza urbanizacja przemysłowa terenu przylegającego do ul. Toruńskiej. Z większych przedsiębiorstw powstałych lub rozwijających się w tym okresie należały m.in. Fabryka Mebli O. i K. Pfefferkorna (dzisiaj Bydgoskie Fabryki Mebli) oraz Fabryka Wyrobów Gumowych „Kauczuk” Sp. Akc. (dzisiaj Bydgoskie Zakłady Przemysłu Gumowego „Stomil” S.A.) Na skarpie u wylotu ul. Hutniczej do ulicy Toruńskiej funkcjonowała Wielkopolska Huta Szkła (od 1923 r., na terenie dawnej cegielni zał. w 1892 r., produkowała butelki oraz szkło okienne). W latach 20. po budowie toru regatowego, w sąsiedztwie ulicy wybudowano nad Brdą przystań żeglugi pasażerskiej (Lloyd Bydgoski – u wylotu ul. Hutniczej), a na wyspie w Brdyujściu powstały trybuny dla kilku tysięcy widzów, wykorzystywane podczas imprez rangi krajowej i międzynarodowej (m.in. Mistrzostwa Europy w wioślarstwie – 1929 r., coroczne Regaty Wszechpolskie) W 1930 r. oddano do użytku kolejową obwodnicę Bydgoszczy w ciągu magistrali węglowej, która przecinała wysokim wiaduktem ul. Toruńską.
W latach 1939–1945, w czasie okupacji niemieckiej na terenie Puszczy Bydgoskiej w Łęgnowie powstała wielka (pow. 23 km²) fabryka zbrojeniowa III Rzeszy DAG Fabrik Bromberg, zajmująca się produkcją miotających i kruszących materiałów wybuchowych oraz wypełniania nimi skorup pocisków i łusek amunicji wojskowej (elaboracja). W celach komunikacji wybudowano dziesiątki kilometrów torów kolejowych, bocznic oraz setki kilometrów dróg o nawierzchni z płyt betonowych. Od podstaw wybudowano m.in. łączące się z ul. Toruńską ulice: Łęgnowską i Nowotoruńską.
Po II wojnie światowej wzdłuż ulicy powstały nowe przedsiębiorstwa, torowiska i zajezdnia tramwajowa, a także nowe osiedla mieszkaniowe (Wzgórze Wolności, Wyżyny, Kapuściska, osiedle Łuczniczki). Począwszy od 1969 r. rozpoczęto realizację trasy W-Z, która miała poprawić warunki ruchu drogowego w Bydgoszczy na kierunku wschód-zachód. W tym czasie powstało m.in. Rondo Toruńskie i Rondo Bernardyńskie, a fragment ulicy Toruńskiej między nimi nabrał charakteru tranzytowego. W latach 80. oddano do użytku aleję Jana Pawła II łączącą się z ul. Toruńską.
Wśród inwestycji zrealizowanych po 1990 r. łączących się pośrednio z ul. Toruńską można wymienić m.in. budowę alei Kazimierza Wielkiego z mostem nad Brdą (2001), budowę drugiej jezdni na odcinku Rondo Toruńskie – ul. Perłowa (2001), budowę hali Łuczniczka (2002), przebudowę ul. Spornej z nowym mostem (2010). W latach 2008–2010 w dwóch etapach oddano do użytku budynki Kujawsko-Pomorskiej Szkoły Wyższej, a 17 maja 2010 zakończono budowę „Osiedla Sześciu Planet” – zespołu 6 sześciokondygnacyjnych budynków o nazwach „Mars”, „Wenus”, „Jowisz”, „Saturn”, „Merkury” i „Neptun”, zbudowanych w miejscu dawnej piekarni firmy „Tosta”. W grudniu 2013 r. oddano do użytku Trasę Uniwersytecką, które poprzez wysoki wiadukt przecina ul. Toruńską.
Na przełomie lat 2019 i 2020, w związku z zamknięciem ulicy spowodowanym budową linii tramwajowej przy ul. Kujawskiej, na odcinku 300 m od ul. Babia Wieś do „Adrii” kosztem 400 tys. zł przeprowadzono remont nawierzchni oraz chodników. Samo zamknięcie trwało jednak aż do 2021 roku. Ruch w kierunku wschodnim otwarto dopiero 5 lutego 2021 na skutek awaryjnego zamknięcia Mostu Uniwersyteckiego, ruch w kierunku zachodnim pozostał zamknięty.

### Nazwy
W przekroju historycznym ulica posiadała następujące nazwy:
- 1797 – Weg von Langenow (Weg von Thorn u. Schulitz)
- ok. 1820–1840 – Thorner Chaussee
- 1840–1920 – Thornerstraβe
- 1920–1939 – Toruńska
- 1939–1945 – Thornerstraβe
- od 1945 – Toruńska

## Komunikacja

### Ruch tramwajowy
Torowisko na ulicy Toruńskiej zostało wybudowane w 1892 r., kiedy uruchomiono drugą w kolejności linię tramwaju konnego (linia „B” zielona), z koszar przy ul. Gdańskiej do Strzelnicy. Przebiegało ono tylko na krótkim odcinku od Zbożowego Rynku do Strzelnicy. W 1896 r. trakcję konną zamieniono na elektryczną, a w 1948 r. zmieniono oznaczenie linii tramwajowej na „2”. Przełomowym dla komunikacji tramwajowej był rok 1953. Zbudowano wtedy zaledwie w ciągu 9 miesięcy linię „Brda” o długości 26,2 km, która prowadziła prawym brzegiem Brdy od ul. Toruńskiej (pętla przy ul. Żupy) na Kapuściska oraz na Łęgnowo do Zakładów Chemicznych Zachem. Na nowym torowisku rozpoczęły kursy cztery nowe linie tramwajowe: nr 6, 7, 8 i 9, łączące centrum ze wschodnimi dzielnicami. W latach 1956–1959 wzniesiono również przy ul. Toruńskiej 278 zajezdnię tramwajową, którą w 1978 r. rozbudowano o 11 bocznic. Zajezdnia w tym miejscu spełnia swoją funkcję do dziś. W kolejnych latach torowiska w ciągu ul. Toruńskiej zyskiwały odgałęzienia: na most Bernardyński (1963) i most Pomorski (1970).
Obecnie przy ul. Toruńskiej kursują tramwaje linii nr:
- 6 na odcinku: Rondo Bernardyńskie – Rondo Toruńskie
- 4, 6, 7,8 i 11 na odcinku: Rondo Toruńskie – ul. Perłowa
- 6 na odcinku: ul. Perłowa – ul. Hutnicza

### Obciążenie ruchem
Ulica Toruńska należy do średnio obciążonych ruchem drogowym arterii komunikacyjnych w Bydgoszczy. Pomiar ruchu w 2006 r. wykazał, że w szczycie komunikacyjnym przejeżdża przezeń do ok. 1000 pojazdów na godzinę. Najbardziej zatłoczonym odcinkiem jest fragment przy rondzie Toruńskim i Bernardyńskim. Mniej intensywny ruch zanotowano na wschód od ul. Spornej – 200 pojazdów na godzinę.

## Zabudowa
Pierwotna zabudowa ulicy w obrębie Przedmieścia Toruńskiego powstawała już w okresie staropolskim. Na najstarszym planie Bydgoszczy, sporządzonym przez szwedzkiego kwatermistrza Erika Dahlbergha w 1657 r. widoczne są zabudowania klasztoru bernardynów wraz z ogrodem. Najstarszym obiektem pozostałym do dzisiaj w sąsiedztwie ulicy jest kościół bernardynów pochodzący z 1557 r. Nie istnieje natomiast datowany na XIII w. (przebudowany w XVI w.) kościół św. Idziego, który rozebrano w 1879 r. W 1783 r. na Przedmieście Toruńskie liczyło 942 mieszkańców. Na terenie położonym na wschód od Starego Miasta w okresie staropolskim znajdowała się żupa solna, zaś później rozwijał się tu przemysł ceramiczny. W II połowie XIX wieku zabudowa miasta w kierunku południowo-wschodnim wzdłuż ul. Toruńskiej pozostawała na peryferiach ówczesnej działalności urbanistycznej. Wzdłuż ulicy wzniesiono kamienice (niektóre o secesyjnym wystroju), nie tworzące jednak ciągłej pierzei, zaś na dalszym odcinku ulicy powstały zabudowania o charakterze podmiejskim. W rejonie dawnego folwarku Bartodzieje Małe (przy obecnym rondzie Toruńskim) powstał w 1890 r. budynek szkoły ludowej oraz ochronka dla dzieci (przy ul. Bełzy). W latach 1888–1889 na terenie dawnych żup solnych powstał zespół budynków pralni garnizonowej, przekształcony po 2000 r. w lofty mieszkalne. W okresie międzywojennym powstało zaś osiedle mieszkaniowe przy ul. Toruńskiej-Babia Wieś. Jedynym „strategicznym” obiektem, który wbudowano przy ul. Toruńskiej była Strzelnica Bydgoskiego Bractwa Kurkowego. Wybudowano ją w 1867 r. (odbudowana po pożarze w 1903 r.) w miejscu wcześniejszych obiektów tego typu sytuowanych w tym miejscu od XVIII w. Było to jedno z najokazalszych założeń typu Établissement w Bydgoszczy i do dzisiaj pełni funkcje kulturalne.
Położone przy ulicy Zbocze Bydgoskie na przełomie XIX/XX w. przekształcono w park, część Alei Górskiej ciągnącej się od wzgórz przy ul. Poznańskiej, aż po wschodnie granice miasta. W 1913 r. w parku zbudowano Wieżę Bismarcka (rozebraną w 1928 r. przez władze polskie). Po II wojnie światowej w miejscu wieży Bismarcka powstał Cmentarz Bohaterów Bydgoszczy, a na terenie przylegającym do Brdy urządzono park Centralny, w którym oddano do użytku halę Łuczniczka (2002). Wcześniej – (od 1910 r.) wzdłuż prawego brzegu Brdy sytuowano przystanie bydgoskich klubów wioślarskich. Stąd cały obszar położony między ul. Toruńską, a Brdą nazywano „dzielnicą wioślarzy”.
19-23 lutego 2019, w związku z przystąpieniem do budowy linii tramwajowej wzdłuż ulicy Kujawskiej, wyburzono budynki o numerach 4 i 6. Z kolei 18/19 września 2020 rozebrano 3 budynki znajdujące się w widłach ulic Toruńskiej i Bełzy, zastąpione w 2021 nowym obiektem.
Do 2019 w rejonie posesji nr 131 powstało osiedle Brda Smart City, a posesji nr 28a – osiedle Adria z dwoma ośmiopiętrowymi wieżowcami (oddanymi do użytku w końcu 2020).

## Obiekty
W otoczeniu ul. Toruńskiej znajdują się między innymi:
- Kościół pobernardyński Najświętszej Maryi Panny Królowej Pokoju w Bydgoszczy (1557)
- Adria (1867-1939 Établissement, Strzelnica Bydgoskiego Bractwa Kurkowego, po 1955 Wojewódzki Ośrodek Kultury oraz kino)
- Zespół Szkół Drzewnych im. Stanisława Staszica
- Sąd Rejonowy w Bydgoszczy (niektóre wydziały)
- Arkada Park – osiedle loftów
- Kujawsko-Pomorska Szkoła Wyższa w Bydgoszczy
- Park na Wzgórzu Wolności w Bydgoszczy (1913)
- Cmentarz Bohaterów Bydgoszczy (1946), dawniej Wieża Bismarcka w Bydgoszczy (1913-1928)
- Hala widowiskowo-sportowa „Łuczniczka” (2002)
- Park Centralny w Bydgoszczy (1974)
- most Pomorski (1970)
- Kościół św. Józefa Rzemieślnika w Bydgoszczy (1906)
- Cmentarz katolicki św. Józefa w Bydgoszczy (1906)
- Leroy Merlin (od 14 lipca 2021), w l. 2001-2019 hipermarket Tesco
- Miejskie Wodociągi i Kanalizacja Sp. z o.o.
- Zespół Szkół Spożywczych
- internat Zespołu Szkół Ogrodniczych
- Bydgoski Zespół Placówek Opiekuńczo-Wychowawczych. Placówka Wielofunkcyjna
- Zajezdnia tramwajowa (1959)
- Hurtownia elektryczna narzędzi „Eltech” – jedna z większych tego typu w Bydgoszczy
- Form Plast S.A.
- Neupack Polska Sp. z o.o.
- Drozapol Profil S.A. – spółka notowana na giełdzie papierów wartościowych w Warszawie
- Zajezdnia PKS Bydgoszcz Sp. z o.o.
- Powiatowy Urząd Pracy
- „Wena Sport Factory” – centrum sportowe
- Airon Investment
- Bydgoskie Zakłady Przemysłu Gumowego „Stomil” S.A. (1923)
- Dąb Bartek – 500-letnie, najstarsze drzewo w Bydgoszczy, pomnik przyrody
- Wzgórze Bolesława Krzywoustego
- Stacja kolejowa Bydgoszcz Łęgnowo
- Most Portowy w Bydgoszczy (1861)
- Tor regatowy w Bydgoszczy (1879)
- Zabytkowy jaz Czersko Polskie (1906)
- Wodne Ochotnicze Pogotowie Ratunkowe województwa kujawsko-pomorskiego
- Spółka Wodna Kapuściska – oczyszczalnia ścieków (największa w Bydgoszczy)
- zabytkowe budynki pomennonickie w Łęgnowie (XVIII w.), m.in. pod nr 406 – dawna kuźnia z szachulcowym wykuszem[30]
- Kościół Matki Bożej Królowej Polski (1911)

Również przy ul. Toruńskiej znajdował się Komisariat Policji Bydgoszcz-Szwederowo.
W 2016, z okazji 670-lecia miasta, na budynku przy ul. Toruńskiej 86 powstał mural Legendy bydgoskie, z motywami nawiązującymi do legend o Panu Twardowskim, Węgliszku, Skrzypku, Nimfie znad Brdy, a także flisackiej historii miasta. Z kolei w 2017 na budynku przy ul. Toruńskiej 49 powstał mural o nazwie Panienka z okienka.

## Galeria

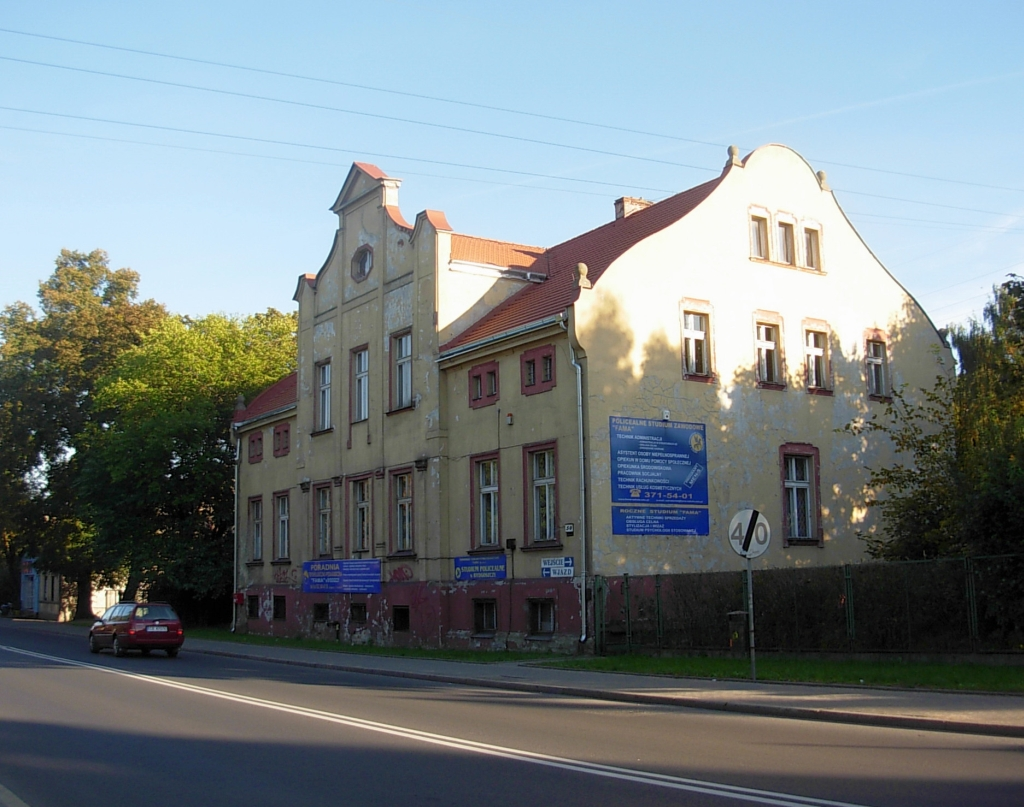
Wolnostojąca kamienica z przełomu XIX/XX w. przy ul. Toruńskiej
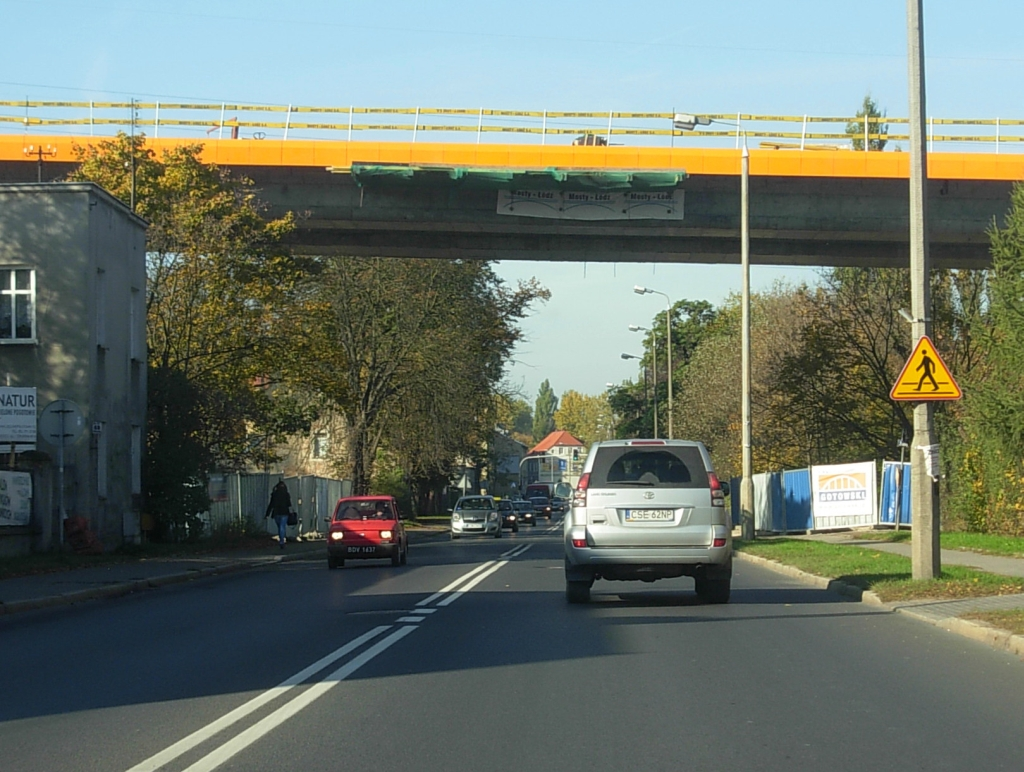
Estakada Trasy Uniwersyteckiej
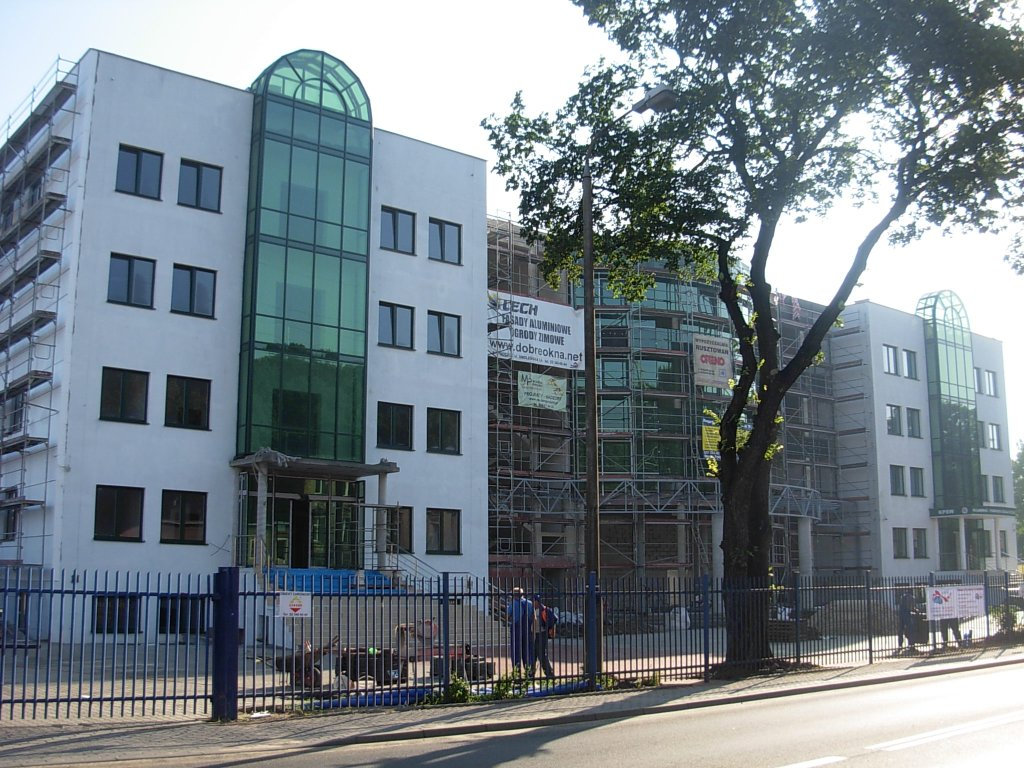
Kujawsko-Pomorska Szkoła Wyższa w Bydgoszczy
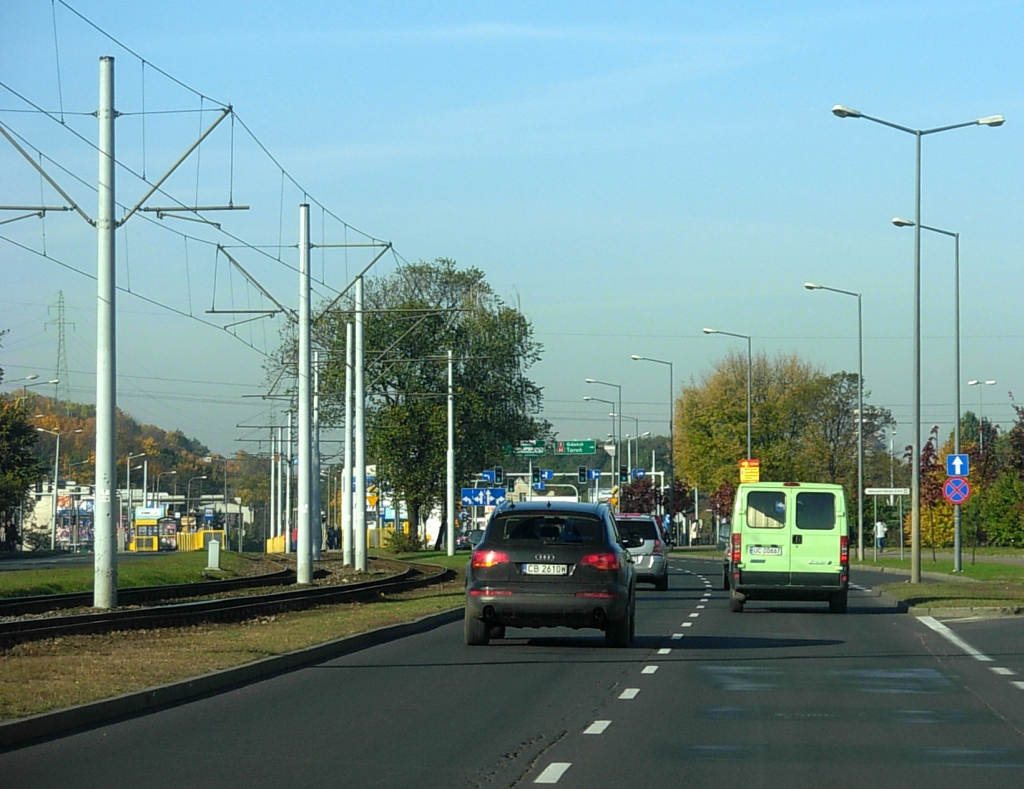
W rejonie ronda Toruńskiego
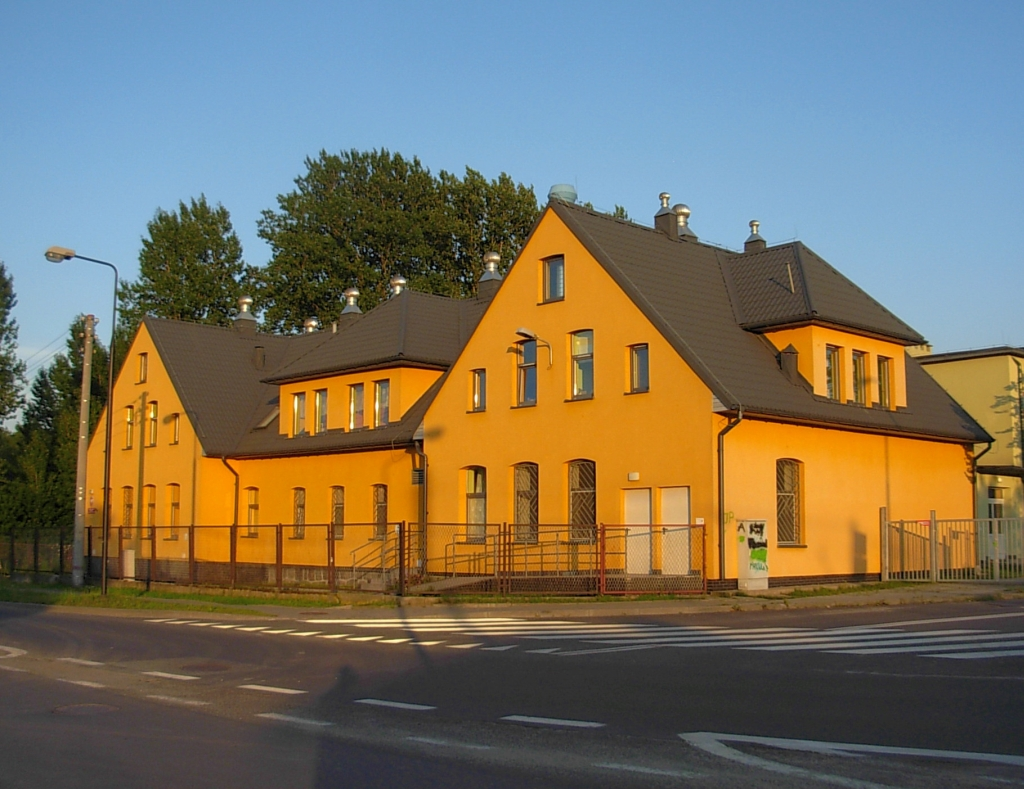
Bydgoski Zespół Placówek Opiekuńczo-Wychowawczych
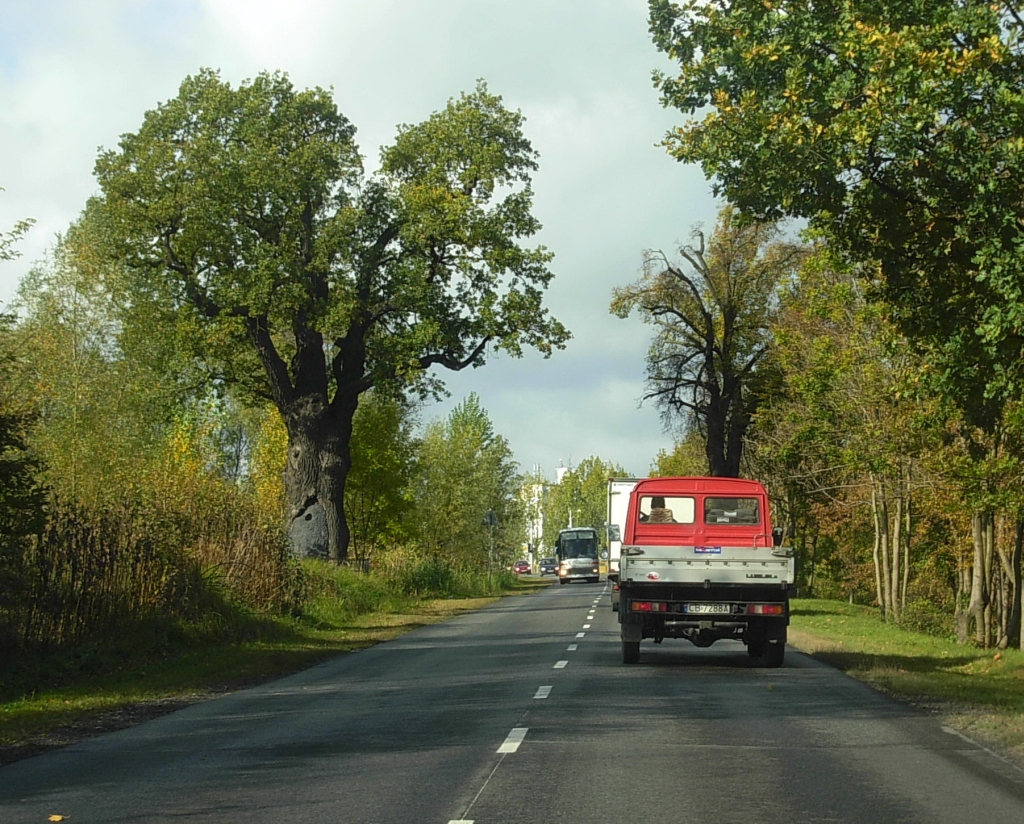
Dąb Bartek
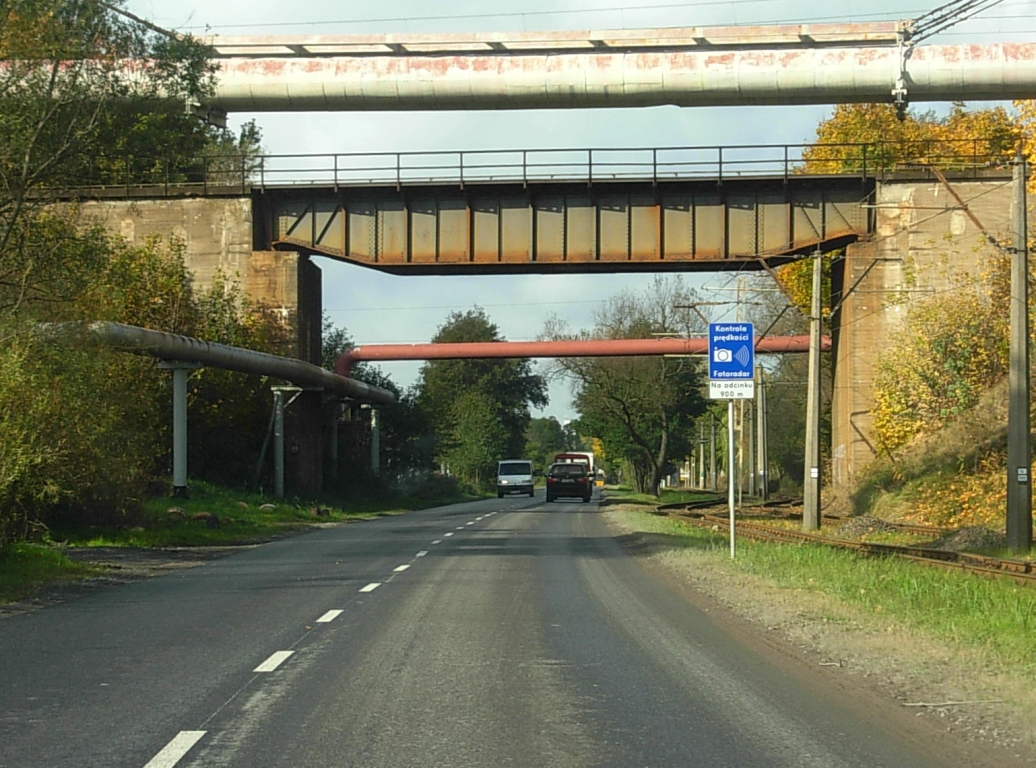
Wiadukt magistrali węglowej
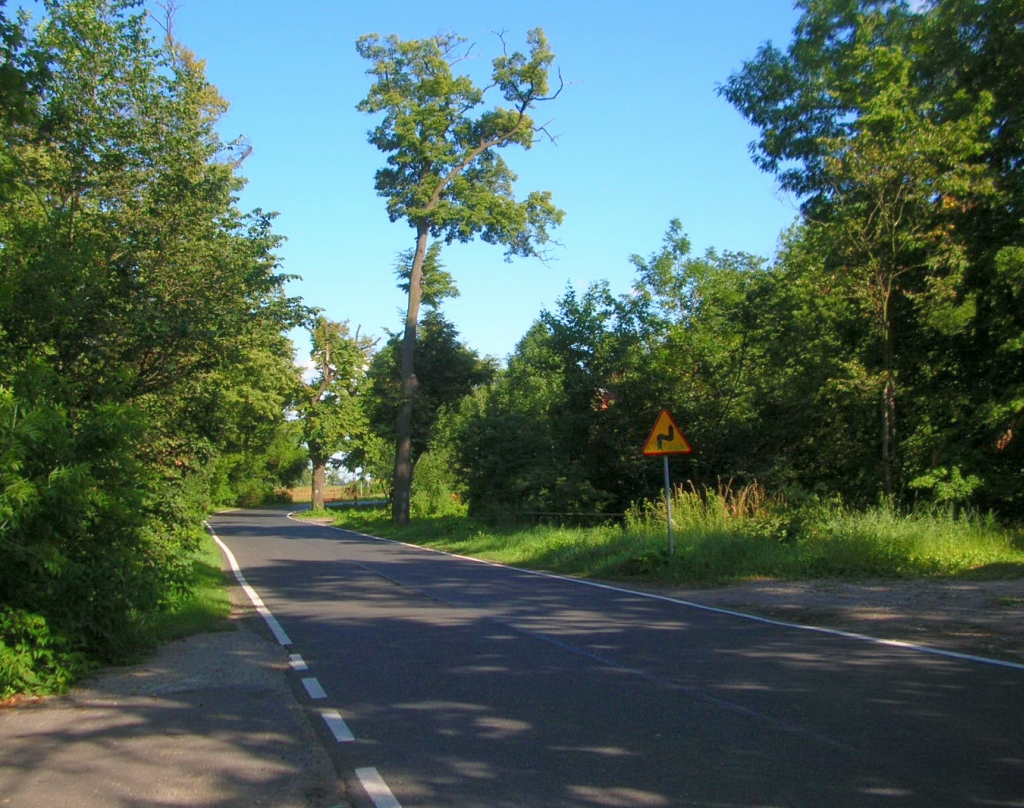
Ulica na grobli toru regatowego
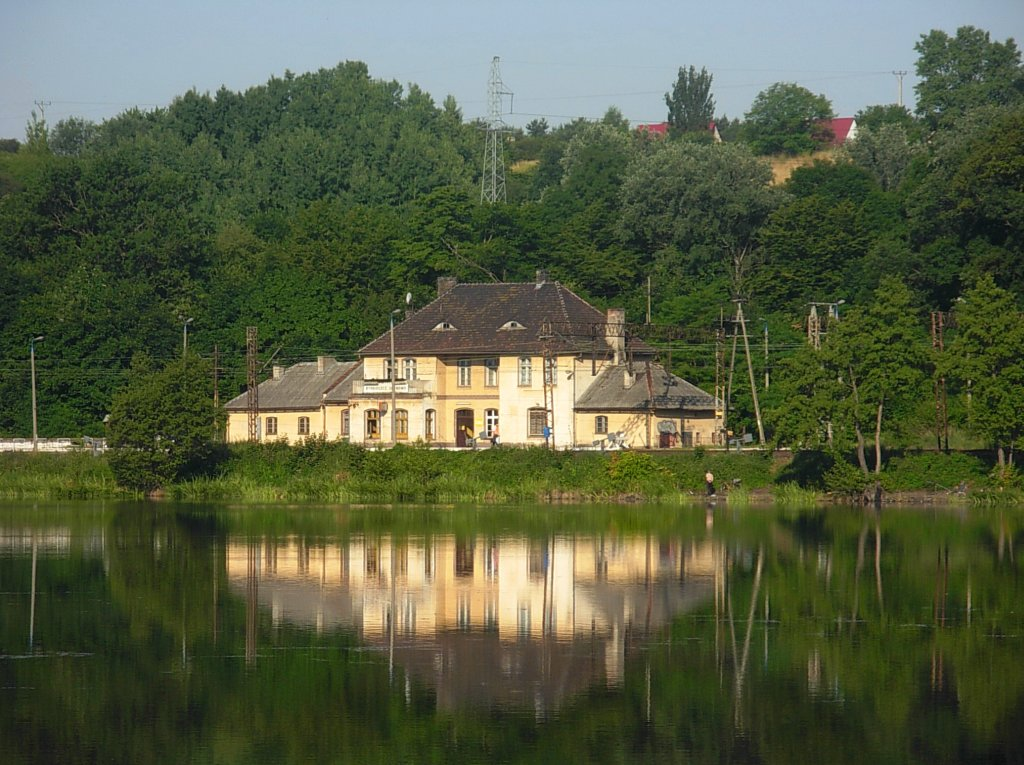
Przystanek kolejowy Bydgoszcz Łęgnowo – widok z ul. Toruńskiej
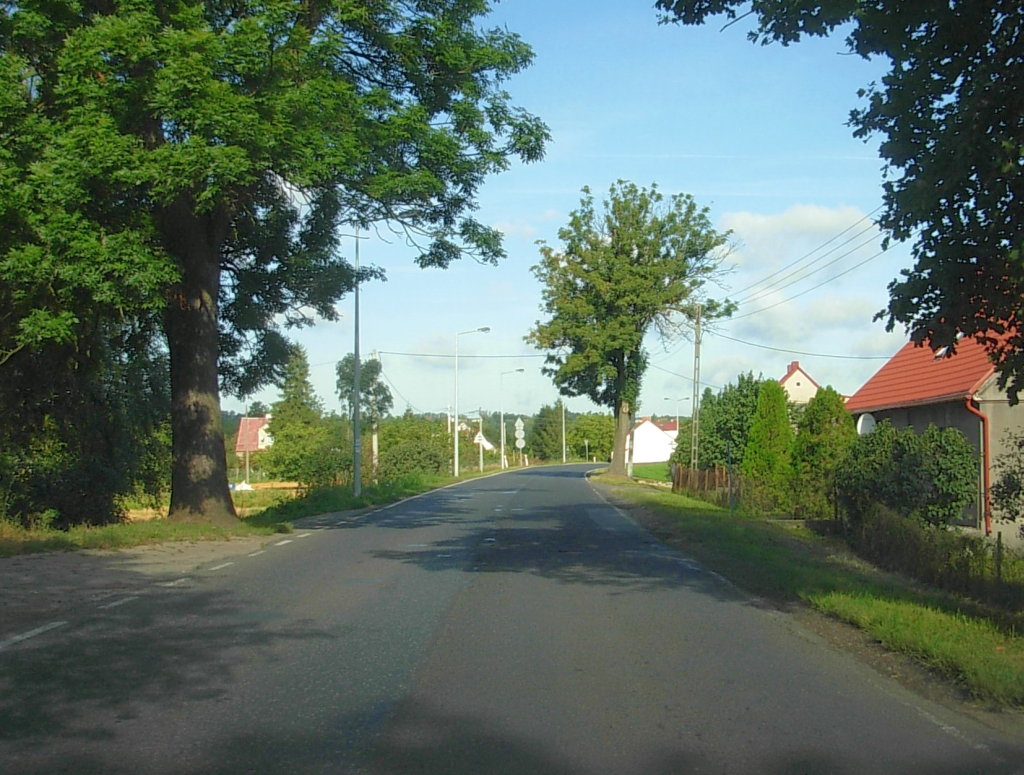
Ulica Toruńska w Łęgnowie